# Инори (Јужна Каролина)
Инори (енгл. Enoree) насељено је место без административног статуса у америчкој савезној држави Јужна Каролина.

## Демографија
По попису из 2010. године број становника је 665.
| Група             | 2000.    | 2010.       |
| Белци             | 0 (0,0%) | 517 (77,7%) |
| Афроамериканци    | 0 (0,0%) | 92 (13,8%)  |
| Азијати           | 0 (0,0%) | 8 (1,2%)    |
| Хиспаноамериканци | 0 (0,0%) | 37 (5,6%)   |
| Укупно            | 0        | 665         |